# Истовер (Северна Каролина)
Истовер (енгл. Eastover) град је у америчкој савезној држави Северна Каролина.

## Демографија
По попису из 2010. године број становника је 3.628, што је 2.252 (163,7%) становника више него 2000. године.
| Група             | 2000.         | 2010.         |
| Белци             | 1.117 (81,2%) | 2.671 (73,6%) |
| Афроамериканци    | 175 (12,7%)   | 697 (19,2%)   |
| Азијати           | 2 (0,1%)      | 31 (0,9%)     |
| Хиспаноамериканци | 48 (3,5%)     | 108 (3,0%)    |
| Укупно            | 1.376         | 3.628         |